# ドミニク・コルニュ
ドミニク・コルニュ（Dominique Cornu、1985年10月10日 - ）は、ベルギー、ベヴェレン出身の自転車競技選手。

## 経歴
2004年
- グランプリ・デ・ナシオンのU-23部門で優勝。

2006年
- ロードレース世界選手権・個人タイムトライアルU-23部門優勝
- 国内選手権・個人追い抜き 優勝。
- オムロープ・ヘット・フォルクのU-23部門で優勝。

2007年、プレディクトール・ロットと契約を結び、プロ転向。
- 国内選手権・個人追い抜き連覇
- 欧州選手権・個人追い抜き制覇

2008年
- ジロ・デ・イタリア（途中棄権）とブエルタ・ア・エスパーニャ（総合46位）に出場した。

2009年、クイックステップと契約。
- トラックレース世界選手権・個人追い抜きでは3位に入った。

2010年、スキル・シマノに移籍。
2011年、トップスポート・フラーンデレンに移籍
- エネコ・ツアー 総合7位